# Resolução 178 do Conselho de Segurança das Nações Unidas
Resolução 178 do Conselho de Segurança das Nações Unidas, foi aprovada em 24 de abril de 1963, depois de ouvir as violações de território senegalês por forças militares portuguesas pela Guiné Portuguesa (atual Guiné-Bissau), o Conselho lamentou o incidente em Bouniak bem como qualquer incursão dos portugueses e pediu que honram a sua intenção declarada de "respeitar escrupulosamente a soberania e a integridade territorial do Senegal".
Foi aprovada por unanimidade